# Alhavasi pápuapatkány
Az alhavasi pápuapatkány (Mallomys istapantap) a világ egyik legnagyobb termetű patkányfaja. 1989-ben múzeumi maradványok alapján írták le, ám természetes élőhelyén évtizedeken keresztül nem sikerült megfigyelni. A faj élő példányairól készült első felvételeket 2025-ben publikálták.

## Elterjedése
Pápua Új-Guinea hegyvidékein, 2450-3850 méteres magasságban, erdőkben és mezőkön él. Megtalálható a Mount Wilhelm nevű hegyen is, amely az ország legmagasabb hegycsúcsa.

## Életmódja
Éjszakai életmódot folytat, napközben föld alatti üregekben bujkál, ahonnan csak a sötétség beköszöntével bújik elő. Ekkor fákra mászik és növényi részeket kezd fogyasztani. Rejtőzködő viselkedése, illetve nehezen megközelíthető élőhelyei miatt rendkívül keveset tudunk róla.

## Megjelenése
Az alhavasi pápuapatkány példányai jókorára nőnek: farokkal együtt elérhetik 85 centiméteres hosszúságot, testtömegük pedig 2 kilogramm is lehet. Sűrű, gyapjas bundát visel, éles metszőfogai és hatalmas, mintegy 8 centiméteres mancsai vannak.